# Henry Tillman
Henry Durand Tillman (Los Angeles, 1 augustus 1960) is een Amerikaans voormalig bokser. Hij werd olympisch kampioen in de zwaargewichtklasse op de Olympische Spelen van 1984. Hij wist Willie DeWit te verslaan in de finale. Ook won hij het zilver op de Pan-Amerikaanse Spelen in 1983. 
Als amateur won hij tweemaal van Mike Tyson. Hij verloor in 1990 van Tyson in een professionele wedstrijd. In totaal vocht hij 31 wedstrijden. Hij won 25 keer. Zijn laatste professionele gevecht ging om de zwaargewicht NBA-titel in 1992. Hij verloor dit gevecht van Terry Davis. 
Hij is te zien in de film Rocky V waar hij vecht tegen Tommy Morrison.

## Erelijst

### Olympische Spelen
- 1984 in Los Angeles, Verenigde Staten (– 91 kg)

### Pan-Amerikaanse Spelen
- 1983 in Caracas, Venezuela (– 91 kg)

1904: Samuel Berger ·
1908: Albert Oldman ·
1920: Ronald Rawson ·
1924: Otto von Porat ·
1928: Arturo Rodríguez ·
1932: Alberto Santiago Lovell ·
1936: Herbert Runge ·
1948: Rafael Iglesias ·
1952: Ed Sanders ·
1956: Pete Rademacher ·
1960: Franco de Piccoli ·
1964: Joe Frazier ·
1968: George Foreman ·
1972: Teófilo Stevenson ·
1976: Teófilo Stevenson ·
1980: Teófilo Stevenson ·
1984: Henry Tillman ·
1988: Ray Mercer ·
1992: Félix Savón ·
1996: Félix Savón ·
2000: Félix Savón ·
2004: Odlanier Solís ·
2008: Rachim Tsjachkiev ·
2012: Oleksandr Usyk ·
2016: Jevgeny Tisjtsjenko ·
2020: Julio César La Cruz ·
2024: Lazizbek Mullojonov